# ISO 3166-2:CH
ISO 3166-2:CH és el subconjunt per a Suïssa de l'estàndard ISO 3166-2, publicat per l'Organització Internacional per Estandardització (ISO) que defineix els codis de les principals subdivisions administratives.
Actualment per a Suïssa l'estàndard ISO 3166-2 està format per 26 cantons.
Cada codi es compon de dues parts, separades per un guió. La primera part és CH, el codi ISO 3166-1 alfa-2 per a Suïssa. La segona part són dues lletres, que també s'utilitzen per a les plaques de matrícula de Suïssa.

## Codis actuals
Els noms de les subdivisions estan llistades segons l'ISO 3166-2 publicat per la "ISO 3166 Maintenance Agency" (ISO 3166/MA).
Els codis ISO 639-1 són utilitzats per representar els noms de les subdivisions en les llengües oficials següents:
- (de): Alemany
- (fr): Francès
- (it): Italià
- (rm): Romanx

| Codi  | Nom de la subdivisió                                        |
| ----- | ----------------------------------------------------------- |
| CH-AG | Aargau (de)                                                 |
| CH-AR | Appenzell Ausserrhoden (de)                                 |
| CH-AI | Appenzell Innerrhoden (de)                                  |
| CH-BL | Basel-Landschaft (de)                                       |
| CH-BS | Basel-Stadt (de)                                            |
| CH-BE | Bern (de), Berna (fr)                                       |
| CH-FR | Fribourg (fr), Freiburg (de)                                |
| CH-GE | Genève (fr)                                                 |
| CH-GL | Glarus (de)                                                 |
| CH-GR | Graubünden (de), Grigioni (it), Grischun (rm), Grisons (fr) |
| CH-JU | Jura (fr)                                                   |
| CH-LU | Luzern (de)                                                 |
| CH-NE | Neuchâtel (fr)                                              |
| CH-NW | Nidwalden (de)                                              |
| CH-OW | Obwalden (de)                                               |
| CH-SG | Sankt Gallen (de)                                           |
| CH-SH | Schaffhausen (de)                                           |
| CH-SZ | Schwyz (de)                                                 |
| CH-SO | Solothurn (de)                                              |
| CH-TG | Thurgau (de)                                                |
| CH-TI | Ticino (it)                                                 |
| CH-UR | Uri (de)                                                    |
| CH-VS | Valais (fr), Wallis (de)                                    |
| CH-VD | Vaud (fr)                                                   |
| CH-ZG | Zug (de)                                                    |
| CH-ZH | Zürich (de)                                                 |